# 貝塔·雷·比爾
貝塔·雷·比爾（英語：Beta Ray Bill），又名馬面雷神，是漫威漫畫中的虛構超級英雄角色，由沃爾特·西蒙森所創作。貝塔·雷·比爾首次於《雷神索爾》#337中登場。

## 人物
身為科爾賓星人的貝塔·雷·比爾，因為自己的星球被破壞，所以科爾賓星的科學家決定創造一個守護者，而中選的比爾便被改造成一個改造人。
曾經與雷神索爾戰鬥，在獲得雷神之鎚的認可後成功地把它舉起來，奧丁得知此事後，把兩人召喚到阿斯加德，安排他們在熔岩上再戰鬥，結果比爾再次戰勝索爾，之後奧丁認同了比爾的能力，賜予他風暴錘，比爾從此成為索爾的跨種族兄弟。

## 其他媒體

### 電視
- 《銀色衝浪手（英语：Silver Surfer (TV series)）》：由卡爾·普拿（英语：Karl Pruner）配音。
- 《Q版大英雄》：由派特·法利（英语：Pat Fraley）配音[1]。
- 《復仇者聯盟：史上最強英雄戰隊》：由史蒂芬·布魯姆（英语：Steven Blum）配音[2]。

### 電影
- 《綠巨人星球》：由保羅·道布森（英语：Paul Dobson (actor)）配音[3]。

### 遊戲
- 《Marvel：終極聯盟（英语：Marvel: Ultimate Alliance）》
- 《Marvel vs. Capcom 3：兩個世界的命運（英语：Marvel vs. Capcom 3: Fate of Two Worlds）》
- 《漫威英雄 Online》，玩家創角時可選擇貝塔·雷·比爾為遊戲角色，或另付費購買。
- 《乐高漫威超级英雄》[4]，由史蒂芬·布魯姆（英语：Steven Blum）配音。
- 《星際異攻隊：超級武器》[5]
- 《Marvel：復仇者聯盟（英语：Marvel: Avengers Alliance）》
- 《樂高：復仇者聯盟（英语：Lego Marvel's Avengers）》，由史蒂芬·布魯姆配音。
- 《漫威：未來之戰》：手機遊戲，貝塔·雷·比爾是玩家可使用角色之一。

## 外部連結
- Beta Ray Bill （页面存档备份，存于） 漫畫書數據庫
- Beta Ray Bill （页面存档备份，存于） 超級英雄數據庫
- Marvel Comics Database: Beta Ray Bill （页面存档备份，存于）